# コアロック
コアロック (Core Lock) とは飛行中の航空機のジェットエンジンに生じる異常のひとつで、いったん回転が停止した後しばらくして発生する。
飛行中のジェットエンジンが何らかの理由でフレームアウトを起こすと、冷却エアも正常には流れなくなる。このため内部の冷却も不均一なものとなり、二軸式ターボファンエンジンのエンジンコア（燃焼器、高圧圧縮機、高圧タービン、およびこれらを結合している軸）を構成する様々な、また異なる熱膨張率を持つ部品類の中には設計を超える熱膨張を生ずるものもある。このことにより、効率を上げるため極めてわずかな隙間しか持たない高圧タービン (HPT) のエアシール部が多くの場合で干渉・接触するようになる。そしてその状態で回転が停止すると、接触部分で引っかかるためロック状態となり再始動が困難になる。
特に高高度において最大推力時にフレームアウトを生じたケースでこのコアロックが生ずる可能性が高い。ひとたびコアロックが発生すると、干渉（回転阻害）部分全体が均一に冷却されるまで回復は望めない。したがって、フレームアウトが発生したら、惰性でコアがまだ回転しているうちに（停止してしまう前に）再始動を試みなければならない。もしくは停止してしまわないように一定以上の速度を維持し、その飛行風によりコアを回転させ続けなければならない。